# Петровский (Краснодарский край)
Петровский — хутор в Гулькевичском районе Краснодарского края России. Входит в состав Соколовского сельского поселения.

## Население
| 2002 | 2010 |
| ---- | ---- |
| 148  | ↘142 |

## Улицы
- ул. Заречная,
- ул. Красная[5].